# Sportentertainment
De term sportentertainment (Engels: sports entertainment) is een type spektakel dat ogenschijnlijk lijkt op een sportevenement, maar als enige doel heeft het publiek te vermaken.
Het sportieve element van sportentertainment kan variëren en over het algemeen wordt het niet beschouwd als een echte vorm van sport. Het wordt gezien als een voorstelling waarvan de vorm afgeleid is van sport, maar dus niet als sport in strikte zin.

## Geschiedenis
De Amerikaanse worstelorganisatie World Wrestling Federation (WWE) bedacht de term "sportentertainment" in de jaren 1980 als een beschrijving voor het professioneel worstelen. De term ontstond voor het eerst in 1935, toen sportschrijver Lou Marsh het professioneel worstelen als "sportieve entertainment" (Engels:"sportive entertainment") beschreef. In 1989 gebruikte de WWF het vonnis in een zaak aan de Senaat van New Jersey voor het classificeren van het professioneel worstelen als "sportentertainment", dat niet onderworpen zou zijn aan dezelfde regels als een competitieve sport.

## Voorbeelden
| - Bossaball - Bodybuilding - Duiksport - Freestyle BMX - Freestyle motocross | - Halfpipe - Harlem Globetrotters - Lucha libre - Monstertruck - Modderworstelen | - Professioneel worstelen - Robot Wars - Rollerderby - Skateboarden - Slambal |